# 明戈納鎮區 (堪薩斯州巴伯縣)
明戈納鎮區（英語：Mingona Township）是位於美國堪薩斯州巴伯縣的一個行政鎮區。

## 地方資料
明戈納鎮區的面積為138.71平方千米，當中陸地面積為138.57平方千米，而水域面積為0.14平方千米。根據2010年美國人口普查的數據，當地共有人口57人，而人口密度為每平方千米0.41人。

## 外部連結
- US-Counties.com
- City-Data.com （页面存档备份，存于）